# Utrikesministeriet
För ordets betydelse i en mer generell mening, se utrikesministerium. För Georgiens utrikesministerium, se Utrikesministeriet (Georgien).
Utrikesministeriet i Finland ansvarar för landets utrikes-, handels-, bistånds- och EU-politik. Ministeriet leds av utrikesministern, som sedan 2023 är Elina Valtonen. Utrikeshandels- och utvecklingsministern sorterar också under Utrikesministeriet. Tjänstemannaledningen består av en statssekreterare som kanslichef och fyra understatssekreterare. 